# DJ Korsakoff
DJ Korsakoff, eigentlich Lindsay van der Eng (* 25. Juli 1983 in Akersloot) ist eine niederländische Hardcore-Techno-DJ und Musikproduzentin.

## Leben
DJ Korsakoff schaffte 2001 den Durchbruch mit ihrer Hitsingle Separated World. Mit weiteren Veröffentlichungen wie Tamara (2002) und My Empty Bottle (2003) wurde sie europaweit in der Szene bekannt. Unter anderem tritt sie regelmäßig bei diversen Events wie der Defqon 1, Syndicate, Airbeat One sowie bei Tomorrowland auf.
2006 posierte Lindsay van der Eng für die niederländische Ausgabe des Männermagazin FHM. 
2010 mischte Lindsay zusammen mit DJ Outblast die zweite CD der Compilation „Hardbass Chapter“ (Teil 19). Hier wurde zum ersten Mal anstelle von Hardstyle auf beiden CDs eine mit Hardcore Techno/Gabber gefüllt.

## Diskografie
- Separated World (2001)
- Tamara (2002)
- Catscan – Time 2b Loud (Korsakoff Remix) (2003)
- My Empty Bottle (2003)
- Stardom (Thunderdome 2004 Anthem) (2004)
- Powerrave (2004)
- Unleash the Beast (mit DJ Outblast) (2004)
- DJ D vs The Viper – Loose Control (Korsakoff Remix) (2005)
- -L=C2 (Trip Mix) (2005)
- Audioholic (2005)
- No Noctophobia (2005)
- Pendejo (Simple Mix) (2005)
- Alpha (2005)
- Backfire (2005)
- Still Wasted (2005)
- Tokyodome Experience (2006)
- Face 2 Face (mit DJ Outblast) (2007)
- Never Surrender (mit DJ Outblast) (2007)
- Unrivalled (2008)
- Focus (2008)
- Daydream (2009)
- My DJ (2009)
- Pink Noise (2010)
- The Hymn of Syndicate (mit DJ Outblast) (2011)
- Stiletto (2012)
- Lyra EP (2014)